# Duellmanohyla chamulae
Duellmanohyla chamulae es una especie de anfibios de la familia Hylidae.
Es endémica de Chiapas (México).
Sus hábitats naturales incluyen bosques templados, montanos secos y ríos. Está amenazada de extinción por la destrucción de su hábitat natural.